# Julie Vlasto
Pénélope Julie „Diddie” Vlasto Serpieri (ur. 8 sierpnia 1903 w Marsylii, zm. 2 marca 1985 w Lozannie) – francuska tenisistka, medalistka olimpijska.
W 1924 roku zdobyła tytuł singlowy międzynarodowych mistrzostw Francji, pokonując w finale Jeanne Vaussard 6:2, 6:3. W 1924 roku została wicemistrzynią olimpijską w grze pojedynczej podczas igrzysk olimpijskich w Paryżu. W 1925 i 1926 roku była w finale międzynarodowych mistrzostw Francji w grze podwójnej, razem z Suzanne Lenglen.